# 최승윤 (여자 배우)
최승윤은 대한민국의 여자 배우이자 댄서이다. 2022년 영화 라이스보이 슬립스에서 소영 역을 맡았다.
2022년 마라케시국제영화제에서 여우주연상을, 2022년 밴쿠버 영화 비평가 협회상(캐나다 영화의 여우주연상)을 받았다.

## 출연 작품

### 영화
- 라이스보이 슬립스 (2023년) - 소영 역